# Die Freiheit

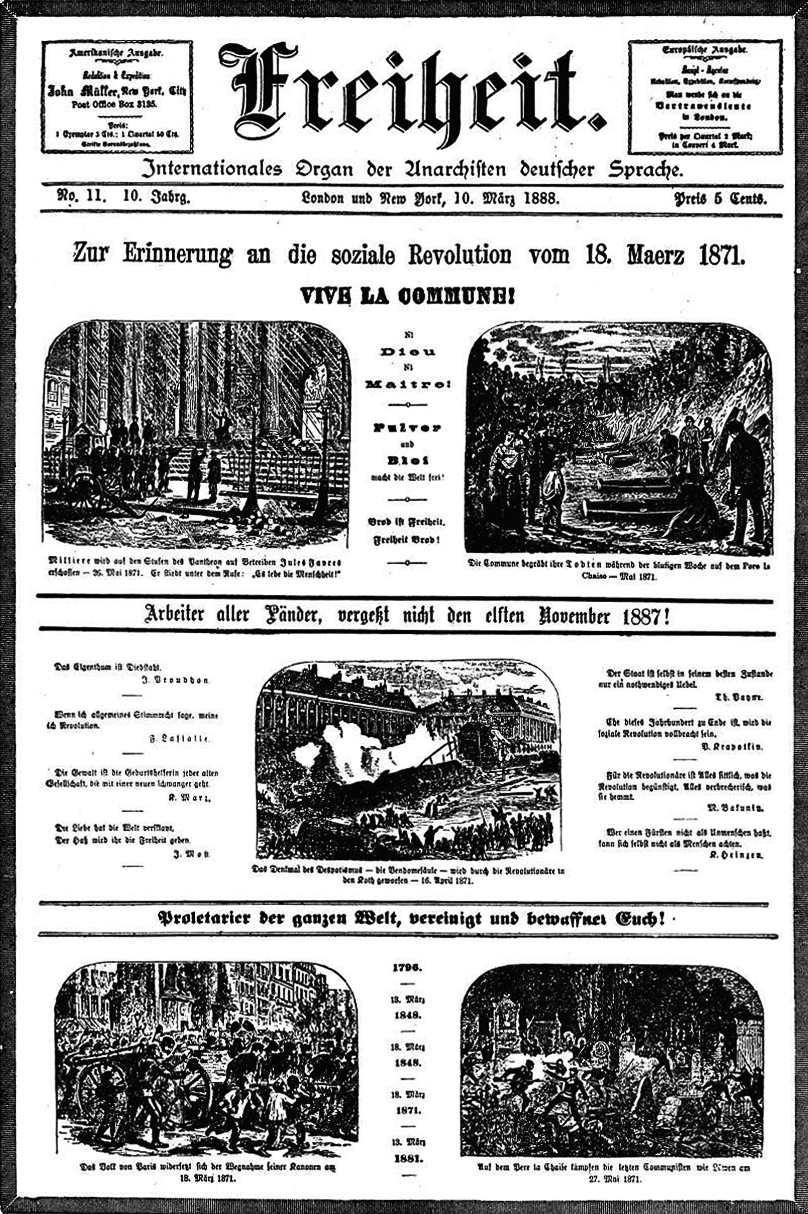
Primeira página do Die Freiheit, 10 de março de 1888.

Die Freiheit (no idioma alemão, A Liberdade) foi um periódico libertário de longa-duração estabelecido por Johann Most em 1879. Ficou conhecido por defender o atentado como forma de propaganda pelo ato - violência revolucionária que poderia inspirar o povo a se revoltar contra o poder.
Most começou a publicar o jornal no idioma alemão em Londres, tendo como foco os alemães e austríacos expatriados. Ele levou a publicação consigo quando imigrou aos Estados Unidos apenas alguns anos depois em 1882.
Die Freiheit, e Most, não tinham freios em críticar seus companheiros anarquistas, e o trabalho publicado no Die Freiheit geralmente fomentava controvérsias entre diferentes grupos ácratas. Most e o anarcoindividualista Benjamin Tucker evidenciaram suas diferenças nas páginas de seus respectivos jornais, e ainda que Tucker tenha reconhecido o valor da filosofia revolucionária de Most mais tarde, esta querela jamais sessou.
Alguns anos mais tarde, Emma Goldman e Alexander Berkman se envolveram com o grupo editor do Die Freiheit, apenas para deixá-lo após conflitos com a postura de Most. Quando Berkman, inspirado pela teoria do atentado de Most, foi aprisionado pela tentativa de assassinato de Henry Clay Frick, Most recriminou as ações de Berkman como destinadas a fazer crescer a simpatia pública pela figura de Frick. Goldman ficou furiosa e publicamente levou um chicote de cavalos até Most durante uma de suas seções de leitura pública, demandando uma prova ou uma retratação.
A publicação do jornal ocasionalmente falhava quando Most estava aprisionado - ao menos uma vez, por causa de seus artigos publicados no Die Freiheit — mas seus companheiros anarquistas mantiveram o jornal sendo publicado durante estes períodos.
Quando seu fundador e editor carismático morreu em 1905, a publicação começou a decair. Die Freiheit parou de ser publicado em 1910 após 28 anos.